# Hussam Abu Saleh
Hussam Abu Saleh (9 de maio de 1982) é um futebolista profissional palestino que atua como defensor.

## Carreira
Hussam Abu Saleh representou a Seleção Palestina de Futebol na Copa da Ásia de 2015.